# 小沃尔特
小沃尔特（英語：Little Walter），乳名马里昂沃尔特·雅各布斯（Marion Walter Jacobs），1930年5月1日—1968年2月15日），美国蓝调音乐家和歌手，其革命性创新性的口琴玩法，为他赢得了在后人眼中与金格·萊恩哈特和查利·帕克以及吉米·亨德里克斯齐名的声望。他的精湛技艺和音乐的创新从根本上改变了许多听众对什么是藍調口琴的看法。2008年，他是第一个也是唯一的被入选到摇滚名人堂的口琴艺术家，在Sideman入選名單中。

## 唱片目录
- 1964年 Little Walter (Chess)
- 1964年 The Best of Little Walter (Chess)
- 1967年 Super Blues (Chess)
- 1969年 Hate to See You Go (Chess)
- 1970年 Confessin' the Blues (Chess)

### 总集
- 1993年 Essential Little Walter (Chess)
- 1997年 His Best (Chess 50th Anniversary Collection) (Chess)
- 2007年 1953-1955 (Classics)

## 外部連結
- Little Walter Foundation  （页面存档备份，存于）